# Euryptera argodi
Euryptera argodi là một loài bọ cánh cứng trong họ Cerambycidae.